# رهوان العليا (بعدان)

تعديل مصدري - تعديل

رهوان العليا هي إحدى قرى عزلة الحرث بمديرية بعدان التابعة لمحافظة إب، بلغ تعداد سكانها 440 نسمة حسب تعداد اليمن لعام 2004.